# Bert Lahr
Bert Lahr est un acteur et scénariste américain né le 13 août 1895 à New York, État de New York (États-Unis) et mort le 4 décembre 1967 dans la même ville. Il est surtout connu pour les rôles du Lion froussard (en) et de Zeke dans Le Magicien d'Oz de Victor Fleming (1939), mais il a aussi joué à la télévision et à Broadway.

## Filmographie
- 1929 : Faint Heart

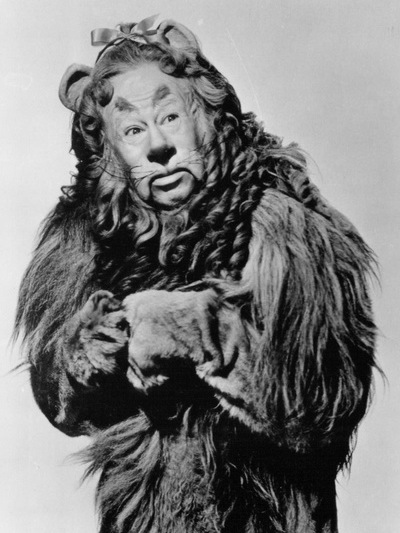
Bert Lahr dans Le Magicien d'Oz

- 1931 : Flying High : Emil 'Rusty' Krouse
- 1933 : Mr. Broadway
- 1933 : Hizzoner
- 1934 : Henry the Ache
- 1934 : No More West
- 1936 : Gold Bricks : Bert
- 1936 : Boy, Oh Boy
- 1936 : Whose Baby Are You
- 1937 : Off the Horses : Chester Twitt
- 1937 : Montague the Magnificent
- 1937 : Merry Go Round of 1938 : Bert
- 1937 : Love and Hisses : Sugar Boles
- 1938 : Josette : Barney Barnaby
- 1938 : Just Around the Corner : Gus
- 1939 : Zaza : Cascart
- 1939 : Le Magicien d'Oz (The Wizard of Oz) de Victor Fleming : Zeke / The Cowardly Lion
- 1942 : Sing Your Worries Away : Chow Brewster
- 1942 : Croisière mouvementée (Ship Ahoy) : Skip Owens
- 1944 : Meet the People : The Commander
- 1949 : Always Leave Them Laughing : Eddie Egan
- 1951 : Mr. Universe : Joe Pulaski
- 1954 : Rose-Marie : Barney McCorkle
- 1955 : Grève d'amour (The Second Greatest Sex)  de George Marshall : Job McClure
- 1955 : The Great Waltz (TV) : Hans Ebesteder
- 1960 : The Secret World of Eddie Hodges (TV) : Postman
- 1966 : Thompson's Ghost (TV) : Henry
- 1968 : The Night They Raided Minsky's : Professor Spats

## Sur scène
- 1927 : Harry Delmar's Revels
- 1928 : Hold Everything!
- 1930 : Flying High
- 1932 : George White's Music Hall Varieties
- 1934 : Life Begins at 8:40
- 1936 : George White's Scandals of 1936
- 1936 : The Show is On
- 1939 : Du Barry Was a Lady
- 1939 : Seven Lively Arts
- 1946 : Burlesque
- 1951 : Two on the Aisle
- 1956 : Waiting for Godot
- 1957 : Hotel Paradiso
- 1959 : The Girls Against the Boys
- 1962 : The Beauty Part
- 1964 : Foxy
- 1965 : Never Too Late
- 1966 : The Birds